# Bärwinkel (Lanz)
Bärwinkel ist ein Wohnplatz der Gemeinde Lanz des Amtes Lenzen-Elbtalaue im Landkreis Prignitz in Brandenburg.

## Geografie
Der Ort liegt vier Kilometer ostsüdostwärts von Lanz und zwölf Kilometer südöstlich von Lenzen, dem Sitz des Amtes Lenzen-Elbtalaue. Er liegt auf der Gemarkung des bewohnten Gemeindeteils Bernheide.
Nachbarorte sind Lenzersilge im Norden, Laaslich, Kuhwinkel und Dergenthin im Nordosten, Bentwisch und Motrich im Südosten, Cumlosen im Süden, Jagel und Bernheide im Südwesten, sowie Lanz, Babekuhl und Gadow im Nordwesten.

## Geschichte
In einer 1804 herausgegebenen Beschreibung des Gebietes sind Angaben zum Ort unter dem Eintrag „In der Silge“ verzeichnet. Demnach befanden sich hier im sogenannten „Silgebruch“ zu dieser Zeit drei getrennt liegende Forsthäuser und Holländerwohnungen, welche zu den damaligen Gütern in Lindenberg, Wentdorf und Bärenheide (dem heutigen Bernheide) gehörten. Insgesamt waren 23 Einwohner und drei Feuerstellen vorhanden. Als Besitzer werden in diesen Aufzeichnungen die Gevetter von Möllendorf genannt. Die Einwohner waren zudem nach Sükow eingepfarrt und postalisch war der Ort über Perleberg zu erreichen.